# الحبوظيون
الحبوظيون أسرة حكمت ظفار جنوب سلطنة عمان في القرن السابع الهجري/الثالث عشر الميلادي بعد المنجويون، وقام الحبوظيون ببناء عاصمة جديدة أطلقوا عليها المنصورة وعرفت بظفار الحبوظي والبليد لاحقاً ووصل حكمهم إلى شبام وسيؤون والغيل في حضرموت شرق الجمهورية اليمنية وهاجموا عدن وانتهت دولتهم على يد الملك المظفر يوسف بن عمر ثاني حكام الدولة الرسولية في اليمن سنة 678هـ في معركة عوقد بظفار.

## حكام الحبوظيون

### محمد بن أحمد الحبوظي
أول حكام الدولة الحبوظية في ظفار محمد بن أحمد بن عبد الله بن مزروع الحبوظي كما نسبه ابن المجاور في تاريخ المستبصر، وفي الكامل يذكره إبن الأثير باسم محمود بن محمد الحميري ويذكر أنه كان في بداية أمره يملك مركب يكريه للتجار في البحر ثم أصبح وزير السلطان الأكحل من المنجويون فلما توفي الأكحل صاحب مرباط ملك المدينة وكان حسن السيرة فيه شجاعة وسخاء فأحبه الناس وأطاعوه فملك مرباط وظفار.
استطاع محمد الحبوظي وزير المنجويين ان ينتزع منهم الحكم والارجح أنه استعان بالأيوبيين في اليمن واتخذ له أنصار ومؤيدين من أهل ظفار ويذكر شنبل وفاة محمد بن منجوه سنة 596هـ وفيها وصلت العمرو أو القمر في نسخ أخرى إلى الإمام عبد الله بن راشد بن شجعنة حاكم تريم مستصرخين على أهل ظفار فجهز لهم العساكر وأخذوا ظفار ثم خرجوا منها بعد سنة 598هـ لخلاف وقع بينهم وبين أهل ظفار، ولا شك أن الحبوظي كان أحد أقطاب هذه الأحداث واستمرت المواجهات بينه وبين المنجويين وفي سنة 599هـ قتل حوب أو جبوب وتولى ظفار رجل من العجم أدعى أنه ولد حارثة بن منجوه لكنه قتل في سنة 604هـ، وفي سنة 611هـ تزوج عبد الله الحبوظي بإبنة يماني بن الأعلم زعيم بني حارثة في حضرموت ويظهر ان محمد بن أحمد الحبوظي استعان بهم حلفاء لمواجهة المنجويين وتمكن من الاستيلاء على ظفار والقضاء على دولة المنجويون.

### أحمد بن محمد الحبوظي
ثاني حكام الدولة الحبوظية في ظفار بعد أبيه، قام في سنة 618هـ ببناء عاصمة جديدة أطلق عليها المنصورة وعُرفت بالأحمدية والقاهرة وظفار الحبوظي والبليد فيما بعد وسكنت سنة 620هـ كما ذكر ابن المجاور، وأمر أهل مرباط بالانتقال إليها وخرب ظفار القديمة لأنها كانت بعيدة عن الساحل، واتخذها عاصمة لدولته ونقل إليها العلماء والفقهاء، وقد تحدث عنه ابن مجاور في تاريخ المستبصر وقال أنه بنى المنصورة خوفاً من الملك المسعود الأيوبي حاكم اليمن وبنى عليها سوراً له أربعة أبواب، باب البحر أو باب الساحل وباب حرقة وهو جهة الشرق ينفذ إلى عين فرض وباب الحرجاء إلى جهة الغرب وباب ظفار إلى الشمال، وقام بقطع طريق الخيل القادم من العراق خوفاً من أن تسلكه جيوش العباسيين إلى ظفار، ويصف ابن مجاور المنصورة - البليد فيقول هواءها طيب وماءها من خليج عذب فرات ويباع فيه من كل فواكه الشام واليمن والهند والحجاز والسواحل ومأكول أهلها السمك ومطعوم دوابهم العَيَد وهو السردين وأهل جزيرة سقطرى يؤدون القطعة للحبوظي. 
وفي سنة 623هـ تمكن أحمد الحبوظي من وضع رابطة له في شبام بإذن من أميرها مسعود بن يماني بن الأعلم ثم نقلها في نفس العام إلى تريم، ولعلها كانت حامية عسكرية لمساعدة آل الأعلم حلفاء الحبوظي ضد خصومهم، وفي سنة 628هـ توفي أحمد بن محمد بن عبد الله بن مزروع الحبوظي وفي بعض المصادر وفاته في 638هـ. 
ويذكر أن أهل ظفار في بعض السنين عزلوه عن الحكم وأقاموا مكانه ابن أخيه فقام بحبسه فأرسل إلى بعض أعيان ظفار يقول:
حاشاكم أن تقطعوا صلة الذي، أو تصرفوا علم المعارف أحمدا
هو مبتدأ نجباء بني جنسه، والله يأبى رفع غير المبتدا
أغريتم الزمن المعاند بإسمه، وحذفتموه كأنه ياء الندا.
فقاموا وأرجعوه إلى الحكم وعزلوا ابن أخيه، وهذا دليل على علمه وفصاحته. وكان وزيره سعد بن سعيد بن مسعود المنجوي بالولاء فقيهاً خطيباً وشاعراً مفلقاً اشتهر بالأديب الرئيس ذكر له الجندي في السلوك نبذ من أشعاره وأدبه ثم وزر لإدريس بن أحمد الحبوظي.

### إدريس بن أحمد الحبوظي
تولى الحكم بعد أبيه وكان محباً للعلماء وكان وزيره سعد بن سعيد بن مسعود المنجوي من موالي المنجويون من كبار العلماء والأدباء في عصره، وبرز في عهد عدد من أعلام الفقه والقضاء في ظفار أمثال ابن عبد المولى الأصبحي وآل أبي ططة. 
حاول إدريس الحبوظي مد نفوذه على الأطراف الشرقية لحضرموت وفي سنة 646هـ قتل عبد الله الحبوظي في هجوم على مدينة حيريج مقر حكم آل أبودجانة المهري قرب الشحر، ومن أهم الأحداث التي عاشتها ظفار في عهد إدريس غزو ظفار من حاكم مملكة هرمز السلطان محمود بن أحمد الكوشي القلهاتي سنة 658هـ الذي قام بنهب وحرق المنصورة - البليد - ورجع بالغنائم في السفن وسلك قسم من جيشه عن طريق الصحراء لكنهم تعرضوا للهلاك بسبب العطش بعد فر عنهم دليلهم من قبائل القرا وقام بنو جابر بالقضاء على من تبقى منهم عند طيوي في عمان كما يذكر ابن رزيق في الشعاع الشائع باللمعان في ذكر أئمة عمان. توفي إدريس بن أحمد بن محمد الحبوظي سنة 670هـ.

### سالم بن إدريس الحبوظي
تولى بعد وفاة أبيه، حدث بينه وبين أخيه موسى تنافس على الحكم ثم استتبت له الأمور، يعتبر آخر الحكام الحبوظيين وأكثرهم ذكراً وهمة، يصفه بامخرمة في تاريخ ثغر عدن بالسلطان الهمام سالم بن ادريس بن احمد بن محمد الحبوظي المرباطي الأصل، عمل على ضم حضرموت لحكمه فقام في سنة 673هـ بشراء مدينة شبام من أهلها ثم جهز جيشاً غزا به حضرموت وحاصر تريم ثلاثة أشهر وساعدته قبائل نهد واستولى على مدن حضرموت دمون والعجز والغيل وسيؤون وتوجه إلى الشحر فخرج له ابن شماخ والغُز الأكراد من جند الدولة الرسولية فرجع إلى دمون ثم اجتمع بأخيه موسى بن ادريس في شبام ورجع إلى ظفار وأناب آل كثير على القرى والمدن التي أخذها ويذكر المؤرخين الحضارمة أن الخراب عم في حضرموت بسبب غزوات سالم بن ادريس الحبوظي فلم تقم جمعة في تريم لمدة تسعة أشهر. وفي سنة 677هـ غزا سالم بن ادريس مدينة الشحر بعد أن بلغه أن الغُز استولوا عليها وهرب أميرها راشد بن شجعنة إلى الجبال فحاصرها من البر والبحر إلا أن هُزم على يد الغُز فرجع إلى ظفار، ويذكر الخزرجي في العقود اللؤلوية في تاريخ الدولة الرسولية أن أهل حضرموت أصابتهم مجاعة وقحط فوفدوا على سالم بن ادريس الحبوظي وطلبوا منه المعونة وعرضوا عليه تسليم حصونهم ومدنهم إليه فأجابهم وسار معهم وقبضها منهم وأعطاهم الأموال ورجع إلى ظفار فما عاد غدروا به وانتزعوها طوعاً وكرهاً فلما بلغه ذلك أسقط في يده وصادف أن جنح مركب للملك المظفر يوسف بن عمر بن رسول حاكم اليمن إلى ساحل ظفار وكان محملاً بالأموال والهدايا فأمر سالم بن ادريس بمصادرته عوضاً لما حدث له من أهل حضرموت، فلما علم الملك المظفر بذلك كتب إليه لإطلاق المركب وذكره بما كان بينه وبين أبيه ادريس من علاقة طيبة وختم رسالته بآية «وما كنا معذبين حتى نبعث في الأرض رسولا»، فلما وصلت الرسالة رَّد سالم بن ادريس برسالة قائلا:«هذا الرسول فأين العذاب؟!»، فكتب المظفر إليه:«وترى الجبال تحسبها جامدة وهي تمر مر السحاب»، فأمر سالم بن ادريس قاضيه محمد بن عبد القدوس الأزدي بالرَّد فكتب: «ويسألونك عن الجبال قل ينسفها ربي نسفا». فأمر الملك المظفر والي عدن الأمير غازي بن المعمار بغزو ظفار فأغار عليها ورجع إلى عدن فقام سالم بن ادريس الحبوظي بتجهيز السفن وهاجم عدن ورجع إلى ظفار فحدث خلاف بينه وبين أخيه موسى جعل الأخير يلجأ إلى الملك المظفر، عند ذلك قام الملك المظفر يوسف بن عمر بن رسول بتجهيز حملة ضخمة من سبعة ألف راجل وخمسمائة فارس إلى ظفار بقيادة الأمير شمس الدين أُزدمر وانقسمت إلى فرقتين من البحر والبر اجتمعت في ريسوت وخرج إليهم سالم بن ادريس فألتقوا في عوقد سنة 678هـ ودار معركة كبيرة أنتصر فيها جيش المظفر وقُتل سالم بن ادريس وقطع رأسه وقتل أكثر من 300 من عساكره وأسر 800 غير العبيد والمماليك ودخل الأمير شمس الدين أزدمر مدينة المنصورة - البليد - وأعطى أهل ظفار الأمان وخطب للملك المظفر وقبض على بني الحبوظي وأرسلهم إلى الملك المظفر فحملهم إلى مدينة زبيد وأجرى عليهم الصدقات السلطانية، قال الخزرجي في العقود اللؤلوية في تاريخ الدولة الرسولية ولم يبقى منهم أحد في زماننا، في القرن التاسع الهجري. 
وبهذا انتهى حكم الحبوظيون في ظفار وآلت إلى حكم الدولة الرسولية لغاية القرن التاسع الهجري.

## الحركة العلمية في عهد الحبوظيين
كانت الحركة العلمية في ظفار أثناء حكم الدولة الحبوظية قوية، وقد ذكر بهاء الدين الجندي في السلوك في طبقات العلماء والملوك عدد كبير من الفقهاء والقضاة في زمن الحبوظيين أمثال القاضي محمد بن عبد القدوس الأزدي والفقيه الأديب سعد بن سعيد بن مسعود المنجوي والفقيه عبد المؤمن بن أحمد الأصبحي ومحمد بن عبد المولى الأصبحي ومحمد بن علي بن أبي ططة وعمر بن أبي الحب وغيرهم. 
وبرزت الرباطات الدينية في ظفار تلك الفترة كرباط الشيخ محمد بن أبي بكر ورباط الشيخ سالم القويري والشيخ محمد بن علي باطحن.

## النشاط التجاري في زمن الحبوظيين
اهتم الحبوظيون بالزراعة كما يذكر الجندي أن معول ملكهم كان على الزراعة والتجارة، فقاموا بإنشاء السواقي والري كما يذكر ابن مجاور في تاريخ المستبصر وقاموا ببناء مدينة المنصورة - البليد - وحفروا قناة مائية لرسو السفن فيها لتشجيع التجارة وحركة السفن، إلا أن احمد بن محمد الحبوظي قام بقطع طريق الخيل خوفاً من أن تسلكه الجيوش الغازية وهذا قد يكون تسبب في آثار سلبية على التجارة في ظفار تلك الفترة ولكن تجارة الخيل عادت للنهوض مجدداً في زمن الدولة الرسولية كما يذكر ابن بطوطة الذي زار ظفار في القرن الثامن الهجري /الرابع عشر الميلادي.

## أوقاف الحبوظي
لا تزال إلى اليوم توجد في حضرموت آثار ومزارع ومباني ومساجد تعرف بأوقاف الحبوظي أو صدقة الحبوظي منتشرة في عدة أماكن منها بعضها داثر ومنها عامر عليه خدمة ونفقة، ولعلها من بقايا أموال وهبات السلطان سالم بن أدريس الحبوظي أثناء المجاعة والقحط في حضرموت كما ذكر الخزرجي في العقود اللؤلوية.